# Grimacecoin
Grimacecoin (также Grimace) — серия независимых друг от друга и от компании McDonald's скам-токенов, созданных в январе 2022 года сразу после переписки Илона Маска и представителей McDonald's в Twitter, в которой Илон Маск предложил рассчитаться за продукцию McDonald's криптовалютой dogecoin, а McDonald's, в свою очередь, предложили продать Tesla за криптовалюту grimacecoin, которой, однако, не существовало на тот момент. Название grimacecoin отсылает к Гримасу (англ. Grimace), маскоту компании McDonalds. Большинство токенов резко поднялись, но потом резко упали в цене.
Токены, отсылающие к Гримасу, также появились и в странах СНГ. Один такой токен был создан командой во главе с Петром Лунёвым под ником «Одиссей». Как и токены из других стран, он с течением времени потерял более 90% своей стоимости. Команда Лунёва также разработала токены Sundae и Sexone, которые вместе с Grimace появились на централизованных биржах Bitget и MEXC. Однако впоследствии биржи стали отказываться от сотрудничества с ним.

## История

### Илон Маск и McDonald's
История началась с шуточной переписки Илона Маска c McDonald's в X (ранее - Twitter). Илон опубликовал пост, что он «съест Happy Meal во время прямой трансляции на телевидении», если McDonald's примет dogecoin в качестве оплаты. В ответ компания McDonald's опубликовала фотографию своего популярного талисмана с подписью: «Только если Tesla примет grimacecoin в качестве оплаты». После этого, в считанные часы после твита, на блокчейнах Binance Smart Chain и Ethereum появилось около 10 независимых от McDonald's токенов, название которых отсылает к Гримасу. В большинстве они имели признаки скам-токенов: их цена резко росла а затем так же резко падала. Сама компания McDonald's подверглась критике за рекламу и продвижение скама.

### Токен Лунёва
Изначально токен базировался на блокчейне DogeChain. Позже, 15 декабря 2023 года, криптовалюта перебазировалась через форк на блокчейн Arbitrum. В августе 2023 года, цена криптовалюты на торговых площадках выросла и достигла пика стоимости в 91 доллар США за одну монету. Однако в начале сентября цена упала и продолжила падение, потеряв к концу года примерно 95% своей стоимости.
Команда Лунёва также создала токены Sundae и Sexone. Первоначально Лунёв тесно сотрудничал с биржами Bitget и MEXC. Однако впоследствии биржи стали отказываться от сотрудничества с Лунёвым и исключили токены из торгов. Глава Bitget на рынках СНГ Глеб Жученя был уволен за рекламирование этого токена.